# Історія Центральноафриканської Республіки
Відома людству Історія Центральноафриканської Республіки розпочалася з 7 століття н. е..

## Доісторичний період
Історія народів ЦАР у стародавні часи ще погано вивчена. Але, ймовірно, рівнини цієї країни були заселені людьми в давню кам'яну добу (під час видобутку алмазів у басейні р. Убангі були знайдені знаряддя кам'яної доби). Згідно усних переказів, першими мешканцями на цій території були пігмеї. Давньоєгипетські написи говорять про країну Уам (в районі річок Мобає і Кембе), населену «чорними карликами», тобто пігмеями. На давньоєгипетських картах ріки Убангі і Уеле називаються Чорним Нілом та були з'єднані з Білим Нілом в одну ріку.
Неоліт тривав на території ЦАР приблизно в 4-2 тис. до н.е. Тоді її територію заселяли в основному пігмеї, які займались мисливством, рибальством, збиральством. Десь наприкінці 2 тис. до н.е. — початку 1 тис. до н.е. через територію сучасної ЦАР з території сучасного Камеруну почалась міграція банту на схід і південь Африки. Вона тривала протягом 1 тис. до н.е. — 1 тис. н.е. Племена банту вже вміли виробляти вироби з металу, займались землеробством і скотарством. Пігмеї в результаті були відтиснені на південь, в тропічні ліси.

## Рання історія
Територія Центральноафриканської Республіки була заселена принаймні з 7 століття. Вона по черзі потрапляла у сфери впливу середньовічних субсахарських держав. Три з них, Канемо-Борно, Вадай і Багірмі, були розташовані на півночі, на території сучасного Чаду, і були мусульманськими. В основному ці держави використовували басейн річки Убангі як джерело рабів, яких потім продавали на півночі Сахари. У XVIII і XIX століттях у регіон мігрували нові народи — занде, банда і гбайя.

## Колоніальний період

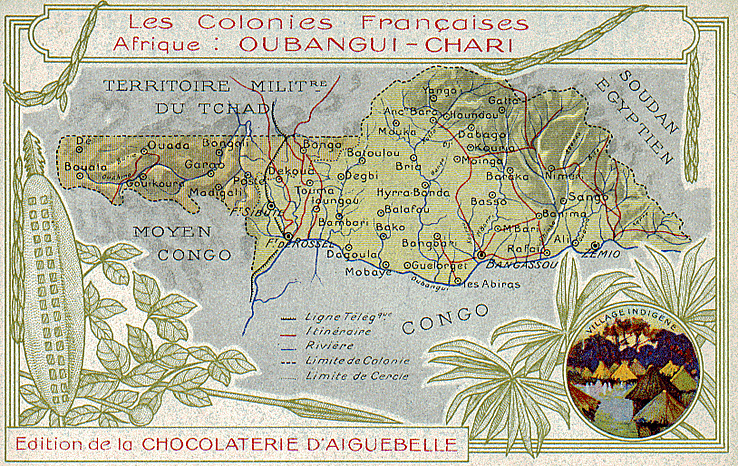
Територія Убанґі-Шарі в 1910 році

З 1875 року басейн Убангі, включаючи сучасну територію Центральноафриканської Республіки, перебував під владою місцевого суданського правителя і работорговця Рабіха аз-Зубайра. Європейці, головним чином французи і бельгійці, почали проникати у регіон з 1885 року. У 1887 році Франція підписала договір з Вільною державою Конґо, за яким правий берег річки Убангі відходив під французький контроль, а лівий берег залишався за Бельгією. У 1891 році французи побудували укріплення в Банґі, а у 1894 році була формально утворена французька колонія Убангі-Шарі. Проте Франція не контролювала цю територію до 1903 року, коли французькі війська перемогли сили Рабіха аз-Зубайра у битві при Куссері. Після цього почалося планомірне створення адміністрації по всій території Убангі-Шарі. У 1906 році Убангі-Шарі була об'єднана з колонією Чад. У 1910 році вона стала однією з чотирьох територій Французької Екваторіальної Африки (іншими трьома були Чад, Габон і Середнє Конго). Потім на території Убангі-Шарі планомірно розвивалася економіка, заснована на плантаціях. Періодично населення піднімало локальні повстання проти французької адміністрації.

## Досягнення незалежності
У 1940 році територія відмовилася (разом з усією федерацією, окрім Габону) підкорятися режиму Віші і підтримала заклик генерала Шарля де Голля боротися за вільну Францію. Це було пов'язано головним чином з тим, що економіка Французької Екваторіальної Африки була істотно пов'язана з сусідніми англійськіми колоніями (в першу чергу сучасна Нігерія), з якими уряд Віші перебував у стані війни. Після Другої світової війни в 1946 році була прийнята нова конституція Франції, яка розпочала собою серію реформ. Результатом цих реформ стало отримання африканськими колоніями незалежності. У 1946 році всі жителі Французької Екваторіальної Африки стали громадянами Франції і отримали право обирати місцеві законодавчі органи. Законодавчі збори в Центральній Африці очолив Бартелемі Боґанда, католицький священник, відомий своїми виступами на користь емансипації африканського населення. У 1956 році французьке законодавство було змінено, дозволивши розпочати утворення органів самоврядування в колоніях.
У 1958 році був проведений референдум, за результатами якого Французька Екваторіальна Африка була скасована. 1 грудня того ж року законодавчі збори проголосили створення Центральноафриканської Республіки. Прем'єр-міністром став Боґанда, який загинув у березні 1959 року в авіакатастрофі. Замість нього прем'єр-міністром став його двоюрідний брат, Давид Дако. 13 серпня 1960 була проголошена незалежність Центральноафриканської Республіки. Дако став першим президентом республіки і залишався на цій посаді до 1 січня 1966 року.

## Центральноафриканська імперія

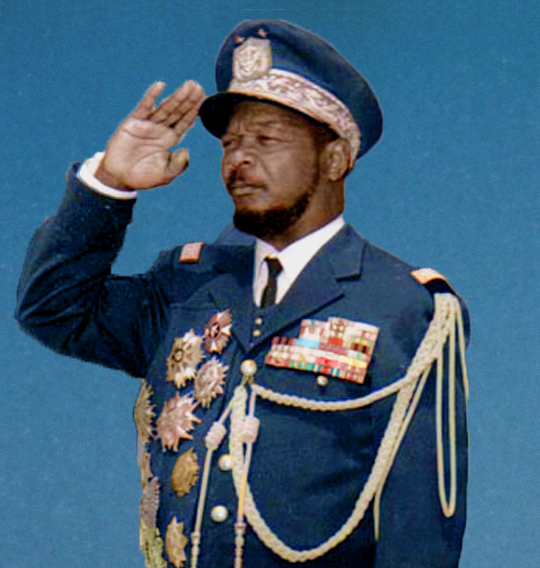
Жан-Бедель Бокасса

1 січня 1966 року в Центральноафриканській Республіці був проведений державний переворот, в результаті якого до влади прийшов полковник Жан-Бедель Бокасса, який став одним з найбільш ексцентричних диктаторів пост-колоніальної Африки. Бокасса скасував конституцію 1959 року, розпустив Законодавчі збори, і випустив ряд указів, які зосередили всю законодавчу і виконавчу владу в країні в руках президента. 4 грудня 1976 він проголосив себе імператором (Бокасса I), а країна стала називатися Центральноафриканською імперією, що, втім, не було визнане більшістю держав світу. Правління Бокасси ознаменувалося незвичайно високим навіть для Африки рівнем корупції і порушень прав людини, за що він після повалення був заочно засуджений до смертної кари через цілу купу звинувачень (у тому числі канібалізм, що не було доведено), а шість його прихильників були розстріляні.

## Подальша історія

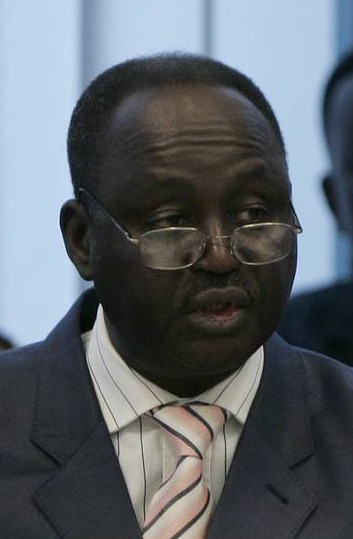
Франсуа Бозізе, президент з 2003 року

20 вересня 1979 року, у той час як Бокасса перебував за кордоном, Дако за допомогою Франції організував державний переворот і повернувся до влади. Бокасса змушений був залишитися в Кот-д'Івуарі, потім в 1986 році несподівано повернувся до Центральноафриканської Республіки і був засуджений до смертної кари, заміненої довічним ув'язненням (в 1993 році був звільнений за амністією).
Дако не зміг відновити економіку країни, і, в свою чергу, 20 вересня 1981 року був зміщений в результаті державного перевороту. На чолі країни став генерал Андре Колінґба, який чотири роки обіймав посаду голови Військового Комітету Національного Відновлення. У 1985 році Комітет було розпущено, і Колінґба почав перехід до цивільного правління. У 1986 році була утворена політична партія, Центральноафриканська демократична партія, потім на референдумі прийнята нова конституція країни. 29 листопада 1986 року Колінгба вступив на посаду президента, а в липні 1987 року був обраний парламент з 52 депутатів.
Конституція передбачала однопартійний устрій країни, але під зовнішнім тиском Колінґба погодився її переписати, дозволивши створення інших політичних партій. Для цього була створена Національна комісія, а в 1992 році проведені перші багатопартійні вибори. На виборах правляча партія зазнала поразки, після чого, посилаючись на нібито допущені порушення, Колінґба скасував результати виборів. Під міжнародним тиском, зокрема, з боку Франції, в жовтні 1993 року довелося провести наступні вибори, які Колінґба знову програв. Президентом за результатами другого туру виборів був обраний Анж-Фелікс Патассе.
Уряд Патассе також зазнавав труднощі з оздоровленням економіки. Затримки з виплатою заробітної плати і нерівноправність армійських офіцерів з різних народностей призвело до того, що в 1996 і 1997 році було як мінімум три спроби повалення Патассе. Заворушення були придушені за допомогою французької армії, і африканські миротворчі сили (MISAB) були введені у Банґі, де перебували до 1998 року. Потім вони були замінені на сили ООН (MINURCA). У вересні 1999 року Патассе був переобраний на другий президентський термін, незважаючи на звинувачення в корупції і зростаюче невдоволення в країні. У березні 2000 року останні солдати MINURCA були виведені з Банґі.
15 березня 2003 року результатом повстання, що давно йшло у периферії країни, став переворот. У той час, як Патассе перебував за кордоном, повсталі взяли Банґі і проголосили президентом Франсуа Бозізе. У країну знову були введені війська ООН, так як заворушення довгий час не вщухали. 13 березня 2005 року були проведені президентські вибори, в яких взяв участь Бозізе, незважаючи на дані раніше обіцянки піти у відставку після переходу до цивільного правління. Він і виграв вибори, перемігши у другому турі колишнього прем'єр-міністра Мартина Зігеле. Вибори в цілому були оцінені як демократичні, хоча в них було заборонено брати участь Патассе. 8 травня того ж року партія Бозізе, Національна Конвергенція Ква На Ква, отримала більшість місць на парламентських виборах. На президентських виборах 23 січня 2011 Бозізе був переобраний на пост президента.

### Росія і ЦАР
Росія розглядала ЦАР своєю новою сферою впливу в Африці, де діяла за допомогою найманців з ПВК «Група Вагнера», посилала своїх інструкторів для підготовки збройних сил ЦАР аби втримати при владі їхнього ставленика президента Фостена-Арканжа Туадеру. Попри ембарго ООН РФ вдалося продати в ЦАР дві партії стрілецької зброї в 2018 та 2019 рр. Друга партія, зокрема включала карабіни Мосіна (зразка 1891/30), виробництва 1944 року, що «залежалися» на складах МО РФ.